# Rumegies
Rumegies is een gemeente in het Franse Noorderdepartement (Frans: département du Nord) (regio Hauts-de-France). De gemeente maakt deel uit van het arrondissement Valenciennes. Rumegies telde op 1 januari 2022 1.738 inwoners.

## Geschiedenis
Rumegies behoorde tijdens het ancien régime tot de heerlijkheid van de Abdij van Saint-Amand in Tournaisis. Rumegies was een relatief groot dorp met een burgemeester (mayeur). Deze werd aangeduid door de abt van Saint-Amand en was ondergeschikt aan de schepenbank van Saint-Amand.
Rumegies heeft te lijden gehad onder oorlogsgeweld door zijn ligging tussen de Nederlanden en Frankrijk. Tot 1521 was Tournaisis Frans. Het werd veroverd door keizer Karel V en bleef onderdeel van de Spaanse Nederlanden tot 1668 (Verdrag van Aken). Terwijl de rest van Tournaisis in 1713 door de Vrede van Utrecht weer bij de Nederlanden kwam, bleven Saint-Amand en Rumegies Frans. Tussen 1577 en 1584 stierven meer dan 300 inwoners waaronder 195 volwassenen. Dit was voor een belangrijk deel te wijten aan oorlogsgeweld, hongersnood en epidemieën. Dit hing samen met de herovering van de streek door Alexander Farnese. In 1709 alleen, tijdens de Spaanse Successieoorlog, werden er 180 personen begraven in Rumegies.
Vanaf 1694 hield pastoor Alexandre Dubois een dagboek bij waarin hij de gebeurtenissen in de parochie van Rumegies beschreef van zijn aanstelling in 1686 tot kort voor zijn overlijden in 1739. Naast het lokale beschreef hij ook de oorlogshandelingen in de streek en de religieuze twisten en thema's in het bisdom Doornik, waaronder zijn parochie viel.

## Geografie
De oppervlakte van Rumegies bedroeg op 1 januari 2022 7,71 vierkante kilometer; de bevolkingsdichtheid was toen 225,4 inwoners per km². Rumegies ligt tegen de grens met België die hier gevormd wordt door de Elnon. De plaats ligt op 8 km van Saint-Amand-les-Eaux.

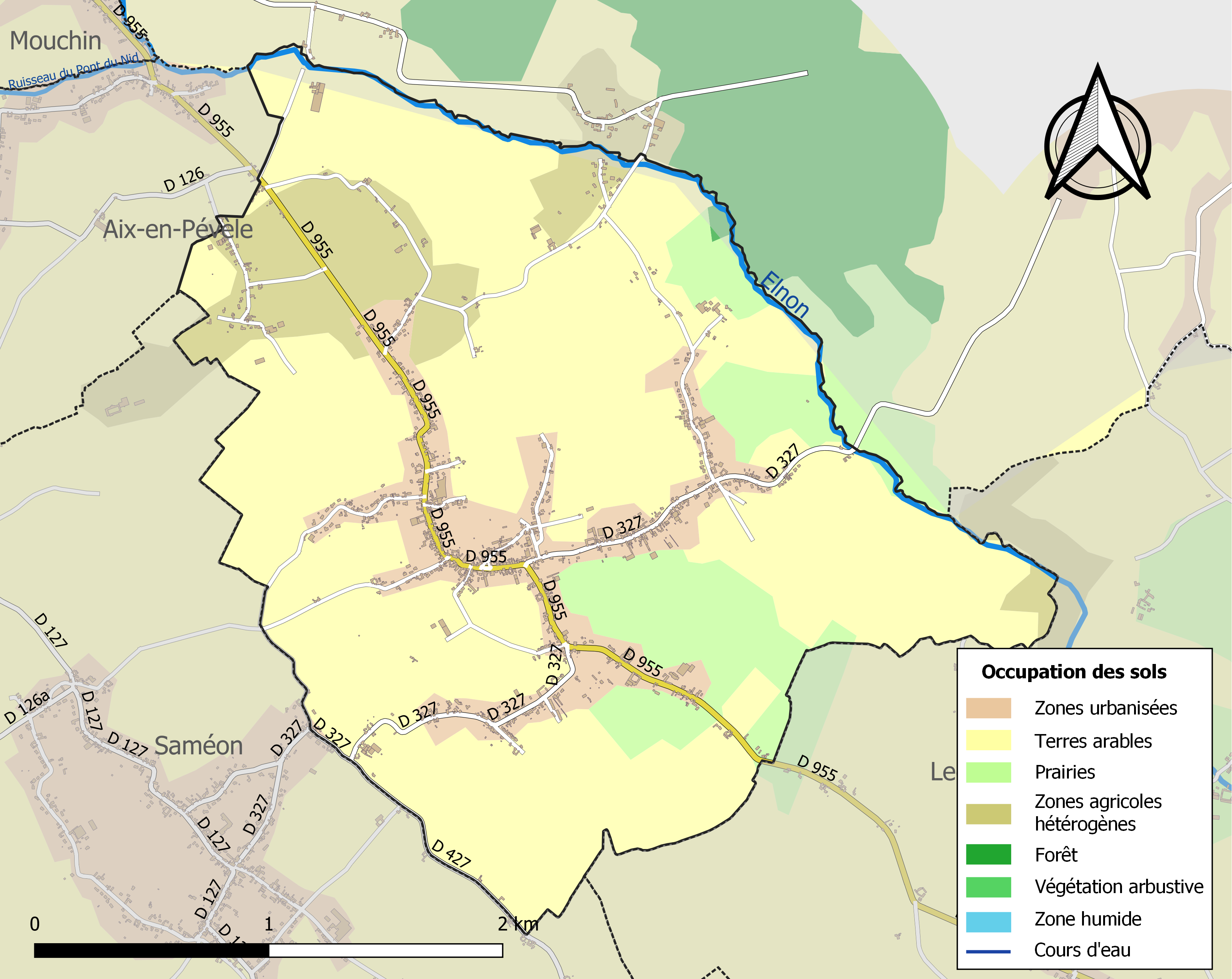
Kaart van de gemeente met belangrijkste infrastructuur, bodemgebruik en omliggende gemeenten

## Bezienswaardigheden
- De Sint-Brixiuskerk (Église Saint-Brice) is een classicistisch kerkgebouw van 1787, gerestaureerd in 1810 en 1869.

## Natuur en landschap
De noordgrens van de gemeente, tevens de Frans-Belgische grens, wordt gevormd door het riviertje Elnon. De hoogte aan de kerk bedraagt 32 meter.

## Demografie
In 1673 telde het dorp 754 inwoners verdeeld over 166 huishoudens.
Onderstaande figuur toont het verloop van het inwonertal (bron: INSEE-tellingen).

## Nabijgelegen kernen
Saméon, Mouchin, Rongy, Lecelles